# Rittman
Rittman – miasto w Stanach Zjednoczonych, w północnej części stanu Ohio. Liczba mieszkańców w 2000 roku wynosiła 6324.